# Lennart van Lierop
Lennart van Lierop (La Haya, 20 de mayo de 1994) es un deportista neerlandés que compite en remo.
Participó en los Juegos Olímpicos de París 2024, obteniendo una medalla de oro en la prueba de cuatro scull.
Ganó dos medallas en el Campeonato Mundial de Remo, en los años 2022 y 2023, y tres medallas en el Campeonato Europeo de Remo entre los años 2022 y 2025.

## Palmarés internacional
| Juegos Olímpicos   | Juegos Olímpicos         | Juegos Olímpicos | Juegos Olímpicos |
| Año                | Lugar                    | Medalla          | Prueba           |
| ------------------ | ------------------------ | ---------------- | ---------------- |
| 2024               | París (Francia)          | Medalla de oro   | Cuatro scull     |
| Campeonato Mundial |                          |                  |                  |
| Año                | Lugar                    | Medalla          | Prueba           |
| 2022               | Račice (República Checa) | Medalla de plata | Ocho con timonel |
| 2023               | Belgrado (Serbia)        | Medalla de oro   | Cuatro scull     |
| Campeonato Europeo |                          |                  |                  |
| Año                | Lugar                    | Medalla          | Prueba           |
| 2022               | Múnich (Alemania)        | Medalla de plata | Ocho con timonel |
| 2023               | Bled (Eslovenia)         | Medalla de oro   | Scull individual |
| 2025               | Plovdiv (Bulgaria)       | Medalla de plata | Ocho con timonel |